# 金田正一
金田 正一（かねだ まさいち、1933年8月1日 - 2019年10月6日）は、愛知県稲沢市生まれ、名古屋市北区出身のプロ野球選手（投手）・監督・解説者・評論家・実業家・タレント。

## 概要
国鉄スワローズ時代（1950–1964年）に、通算353勝を達成した。
読売ジャイアンツ時代（1965–1969年）では投手として、5度のリーグ優勝、5度の日本シリーズ優勝に貢献。個人ではNPBで合計22個のタイトル（16個）・主要表彰（6個）を獲得している。勝利をさらに伸ばし、日本プロ野球史上唯一の通算「400勝投手」を達成した。
同時に通算敗戦（298）、通算奪三振（4490）、通算完投（365）、通算イニング（5526回2/3）、通算対戦打者（22078）、通算与四球（1808）、連続シーズン20勝以上（14）、連続イニング無失点（64回1/3）、開幕投手回数（14）、連続シーズン100奪三振以上（16）はいずれもNPB記録。NPB史上最年少で200勝達成と共に最年少ノーヒットノーランを達成している。NPB最多記録となる最多奪三振を10回獲得。また、歴代NPB史上で5人のみで2人目の沢村栄治賞3回受賞者であり、3年連続受賞（1956年 - 1958年）も達成している。
引退後はロッテオリオンズ（現・千葉ロッテマリーンズ）監督や日本プロ野球名球会初代会長を務めた。

## 概説
愛称は「カネやん」、「金ダー」。少年時代のあだ名は「電柱」「割り箸」など。プロ入り後は「巨人キラー」と言われた。
現役時代は国鉄スワローズ・読売ジャイアンツでプレーし、日本球界不滅の400勝を記録。引退後はロッテオリオンズ監督（1973年 - 1978年, 1990年 - 1991年）を務め、1974年には前期リーグ優勝、日本一を達成している。千葉ロッテマリーンズ取締役のほか、2009年12月3日まで日本プロ野球名球会会長（代表幹事、同社代表取締役社長）を務めた。2009年11月までは、経営する自身の個人事務所「カネダ企画」内に名球会事務局が置かれていた。
実弟は元プロ野球選手の金田高義・金田星雄・金田留広で、1軍経験があるのは留広のみ。息子は俳優の金田賢一。甥に元プロ野球選手の金石昭人がいる。
留広は1969年に東映フライヤーズへ入団。この年のオールスターゲームにおいて、正一がセントラル・リーグ、留広がパシフィック・リーグの監督推薦選手となり、7月19日に東京スタジアムで開かれた第1戦では、「投手・留広対打者・正一」という対戦が実現している（結果は正一が二塁へのフライで凡退）。なお、正一はこの1969年をもって引退した為、これがプロ野球における生涯唯一の対戦となった。

## 経歴

### プロ入り前
1933年、愛知県稲沢市に在日韓国人2世として生まれる。名古屋市立大曽根中学校在学中に野球を始め、愛知県名古屋市の名古屋電気高校（現・愛工大名電高校）を経て、同市の享栄商業高校（現・享栄高校）へ編入。この時点では14歳で、本来は高校に入学できないはずの年齢である。但し、ロッテ監督時代の1990年に金田の担当記者であったスポーツニッポンの大西純一曰く、本人から「終戦の頃に日本国籍を取得した際、書類に実年齢より2歳若い数字を書いて提出した所、そのまま受理された」として「2歳サバを読んでいた」と話されたことがあると言い、仮にこの話が正しければ金田は1931年生まれで享栄高校編入時には就学年齢に達していたことになる。ちなみに、名古屋電気高校の在学中までは電気技師を志していたという。
享栄商では野球部長兼監督の芝茂夫と出会い、金田は芝によって徹底して走り込みを教えられ投手としてのスタミナと体づくりを学んだ。後年、金田は「私の走る野球の原点はここにある」と記し、今でも「野球選手として育ててくれ、足を向けて寝られない」存在として芝を尊敬している。同年の夏の甲子園に補欠で出場したが、登板機会はなかった。
2年次の1949年には、エースとして夏の甲子園県予選準決勝に進むが、瑞陵高校の徳永喜久夫に抑えられ完封負け。しかしコントロールに難はあるものの、伸びのある快速球と鋭い縦のカーブは評判となる。
1950年3月、3年生になる直前の時点で、設立されたばかりの国鉄スワローズ・西垣徳雄監督にスカウトされた。同年夏も県予選準決勝に進むが一宮高校に1-2で惜敗。この時のチームメートには一塁手の高木公男、後にプロで同僚となる二塁手の鵜飼勝助がいた。予選敗退後すぐに高校を中退し、シーズン途中に国鉄へ入団。

### 現役時代

#### 国鉄時代

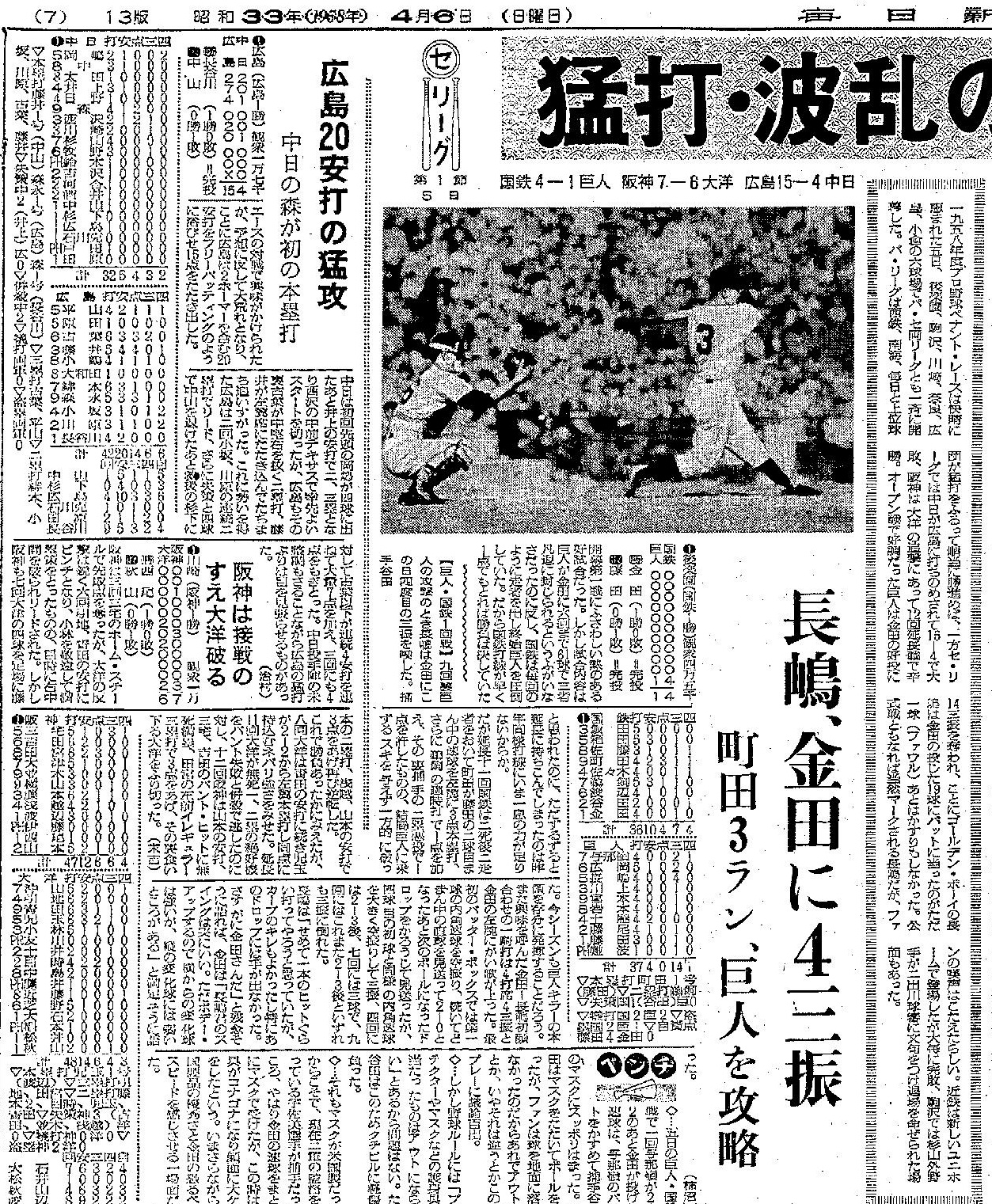
長嶋茂雄デビュー戦を4打席4三振に封じ込めたと報じる新聞記事

プロ初登板は1950年8月23日の広島戦（松山）で3番手で登板、好投したものの9回に捕まり、阪田清春にサヨナラ打を浴び初黒星を喫した。国鉄は17歳の金田を即戦力として積極的に起用し、8月デビューながら8勝を挙げた。野球界が特待生制度の是非で揺れた時期に、自身もかつては各プロスポーツ関係者から手厚い待遇を受けており、特に自分に対する待遇は他の者よりも優遇されており「自分は特待生の中の特待生」だったと明かしている。金田の弁によれば、この制度によって様々な経済的援助を受けたことにより、「中学・高校を通して学費を払ったことが一切ない」という程だった。金田本人はプロ入り後の収入でそれらの金を返済するつもりだったが、現役時どころか現在に至るまで返済を求める者が現れず、半ばなかったことになってしまったという。
1951年は全107試合中44試合に先発登板し、9月5日の対大阪タイガース戦（大阪球場）でノーヒットノーランを達成。18歳35日での達成は史上最年少記録であり、昭和生まれ初の達成となった。同年は22勝を挙げ、以後14年連続20勝を記録。タイトルでは無かったが、自身初の最多奪三振を達成する。
1952年、2年連続で最多奪三振を達成。
1953年、3年連続で最多奪三振を達成。
1954年8月8日の試合で球審の国友正一に対して暴言を吐き自身初の退場処分となった。
1955年、自身4度目の最多奪三振を達成。初の防御率1点台となり、1958年までリーグ屈指の投手成績を続ける。この年は自身最多の400投球回を記録したが、全130試合中62試合で投げ、うち37試合が先発、34試合が完投という異常な登板ぶりだった。終盤にはダブルヘッダーで連投し、うち1試合は完封、さらに翌日に先発登板して完投したことさえある（8月27日～28日）。
1956年、自身5度目の最多奪三振を達成。さらに自身初の沢村栄治賞を受賞する（昭和生まれ初）。
1957年8月21日の中日戦（中日）では完全試合を達成。登板の前日に下痢を発症して体調を崩した中での記録達成であった。しかも、達成直前の9回一死で酒井敏明のハーフスイングの判定を巡って中日が猛抗議し、観客もグラウンドに乱入して43分間の中断があったが、金田は全く動じなかった。再開後に対戦した2人の打者を共に全て空振りの3球三振に仕留め、大記録達成に花を添えた。中断の間、金田は「そんなにワシのことが嫌いか。そんなにワシの記録にケチをつけたいんかい！」と怒りに震えていたという。なお、NPBの公式戦において左腕投手で完全試合を達成したのは未だに金田ただ1人である。また、この年は自身初の最多勝、最優秀防御率を獲得し、 自身初のベストナインを受賞。さらに2年連続で沢村賞を受賞した。
1958年4月5日の開幕戦（巨人、後楽園）では長嶋茂雄から4打席連続三振を奪い、プロの意地を見せた。開幕戦直前、長嶋がオープン戦で左腕投手を打ち崩し「開幕戦でも金田投手を打ち崩せるかもしれません」との報道に金田が激怒したという。しかし、結果4連続三振を奪ったものの、試合後、金田は顔をこわばらせ「あの小僧、モノになるかもしれない。三振は全部フルスイングだった」と述べている。初対決で金田から4打席4三振を喫した長嶋は「カーブのキレがよく、特にドロップに手が出なかった。さすが金田さんだ」と感想を残した。次の対戦でも最初の打席で三振を奪い、長嶋のデビューから対戦5打席連続で三振に仕留めた。長嶋は1964年までの7年間で金田から打率.313、18本塁打を記録し、金田から最も多くの本塁打を打った打者となっている。同年6月5日に通算200勝を達成。24歳での達成は史上最年少記録である。6月12日には開幕より僅か70日の51試合目でシーズン20勝目を挙げ、いずれも史上最速。この時点での成績は9完封を含む20勝2敗（他に13イニング2失点の完投引き分け1）、防御率0.57という圧倒的なもので、64回1/3連続無失点の日本記録もこの間に達成。しかし、夏場に入ると肘痛に苦しみ、8月下旬から30日間白星に見放されるなどあって、シーズンでは31勝（14敗）に留まった。この年も最多勝と最優秀防御率（1.30）を獲得。防御率1.297は左投手のNPB最高記録、自身6度目の最多奪三振（311）を達成。ベストナインも受賞。さらに史上初の3年連続沢村賞受賞を達成した。このシーズンがキャリアハイとなる。
1959年には王貞治が巨人に入団し、4月11日の開幕戦で対戦、2打数2三振を奪った。王は同じく1964年までの6年間で打率.283、13本塁打を記録。金田は毎年最低1本は王に本塁打を打たれたが、特に最後の対戦となった1964年には1シーズンで7本塁打を打たれた。この年も自身7度目の最多奪三振を達成。
1960年、自身8度目の最多奪三振を達成。
1962年9月5日にウォルター・ジョンソンの記録を破る通算3509奪三振を達成。しかし、1959年からこの年まではシーズン中に好不調の波があり、20勝こそ達成していたが、1955年から1958年のような圧倒的な成績ではなかった。
1963年6月30日に通算311勝を記録。別所毅彦を抜き、プロ野球歴代1位となった。この年はシーズン30勝を記録しているが、これ以降セ・リーグでは達成した投手はいない。この年は、最多勝を獲得し、自身9度目の最多奪三振を達成。ベストナインも受賞する。
1964年までに14年連続20勝、通算353勝を挙げた。巨人戦通算65勝は歴代1位。国鉄時代の通算353勝という数字から見ると特に対巨人戦の勝ち星が多いというわけではなく、どのチームからもほぼ満遍なく勝ち星を挙げている。国鉄時代、最も勝ち星が多かった相手は広島で83勝。巨人戦では通算72敗を喫し、負け越している。この年は自身10度目の最多奪三振を達成。同年シーズン終了後に残留交渉がまとまらず、12月21日にB級10年選手制度を行使して15年間慣れ親しんだ国鉄を退団することとなった。金田が国鉄スワローズを見限ったのは、1962年に産経新聞社とフジテレビが球団経営に参加した時点に遡る。この時の産経・フジのやり方に反発し、この年の移籍につながったと言われている。また、金田は監督の林義一との関係がうまくいっておらず、コーチであった飯田徳治の監督昇格を主張する国鉄に反して、産経側が林を留任させたことも、金田の移籍に繋がった。

#### 巨人時代
セ・リーグ会長の鈴木龍二は金田に対して、同年の順位の下位球団である、中日（6位）・広島（4位）と入団交渉するように指示。中日は地元名古屋出身の金田を強く勧誘し、契約金1億円を提示したとも言われるが、金田は拒否。次に、同年3位の巨人と交渉してまとまり、12月24日に巨人への移籍が正式に発表された。契約金7000万円、年俸2000万円（いずれも推定）とされる。
金田の巨人入団には、巨人ナインも金田に見習ってほしいという監督・川上哲治の思惑があった。金田入団後、巨人選手は「あれだけの実績を上げた人が俺達よりも走っている」と感嘆したという。長嶋も金田から身体作りの手ほどきを受けスランプを脱した。巨人時代の金田の成績はわずか47勝しかないが、選手の意識改革を促してチームの9連覇に貢献した。川上は金田のプライドを尊重し、勝ち星こそ少ないものの、金田が巨人に在籍した5年間で日本シリーズ第1戦先発に3度（1965年、1967年、1968年）、公式戦の開幕投手にも4度（1965年、1967～69年）指名している。大舞台に数々の修羅場をくぐってきた金田の経験を活かしたい川上の思いに、金田も見事に応えて好投した。そんな金田も、ある試合で本塁打を打った長嶋の頭を叩くなどしてホームで手荒く出迎えたところ、チームメイトから一斉に冷ややかな視線を向けられた。国鉄時代は「天皇」の異名を取った自分も巨人においては外様に過ぎないのだと思い知らされたという。
1965年4月10日の開幕戦（対中日）で先発に起用されると、2失点で完投勝利を飾る。またこの試合では6回に自ら試合を決める本塁打も放っている。翌々日の4月12日の阪神戦では、柿本実が長嶋に対して際どいシュートを投げたことから乱闘騒ぎになり、柿本を突いたとして柳田利夫と共に2度目の退場処分を受けた。この年は巨人への移籍により登板数が減るが、主戦投手として6月初旬までに6勝を挙げる。梅雨の到来とともに持病の左肘痛が悪化して調子を落とすと、約3ヶ月勝ち星から見放される。9月8日の対サンケイ戦で久々に7勝目を挙げると、閉幕までに5勝を重ねたがシーズンでは11勝に終わる。結局、連続シーズン20勝の記録は14年で途切れるが、防御率1.84で3度目の最優秀防御率のタイトルを獲得した。なお、この年は不調の夏場に約1ヶ月間一軍選手登録を抹消され、9月4日の対東映戦では生涯唯一となる二軍での登板を果たした。南海との日本シリーズでも開幕戦に先発して完投勝利を飾るなど、2勝を挙げている。
1966年は左肘の調子が思わしくなく、開幕から3試合連続ノックアウトされて戦列を離れると、シーズンを通じて4勝に終わる。1967年は復活し、城之内邦雄（17勝）に次ぐ16勝に防御率2.28（リーグ4位）を記録。以降は徐々に成績を落とし、1969年10月10日の中日戦で日本球界初の通算400勝を達成（相手投手は星野仙一）。同年11月30日に記者会見を行い、現役引退を正式に表明した。巨人での背番号34は球団では4例目となる永久欠番に指定された。
金田は当初は引退するつもりがなかったが、石原慎太郎に「もう400勝を区切りに身を引くべきだ」と諭された。金田は「わしはまだできる」と抵抗したが、石原の「誰もあなたが打たれるのを見たくはない。なぜならあなたは金田正一だからだ」というセリフに、最終的には引退を受け入れた。このエピソードが『文藝春秋』に石原本人の執筆で掲載されたことがある。CS日本「巨人の魂」での金田の証言によると、川上が試合前のミーティングで金田に400勝をさせて辞めてもらおうと言ったという。金田がそれに気づいたのは400勝達成の胴上げの際、長嶋が泣きながら「御苦労様でした」と言ってきたことだった。
引退会見では長年の酷使で左腕が伸びきらないことを披露。この場面は野球漫画「巨人の星」にも描かれた。ただし、引退後に左腕は再びまっすぐ伸びるようになっている。
翌1970年4月2日に後楽園球場で古巣・ヤクルトとのオープン戦にて引退試合が行われた。

### 引退後

#### 第一次ロッテ監督時代
引退後は日本テレビ（1970年 - 1972年）・ニッポン放送（1972年）で解説者を務める傍ら、タレントとしても活動していた。同時に実業家で会社を経営する経営者でもあった。1972年11月17日、ロッテの監督に就任。年俸は2400万円で巨人・川上哲治に次ぐ金額で新人監督として異例の好条件であった。「新人監督なのに年俸が高すぎる」という関係者もいた（阪急で黄金時代を築いていた阪急の西本幸雄監督の年俸は1300万円だった。）。しかし金田は「順調だった仕事をなげうってまで監督を引き受け引き受けようとしてるんやで。ワシの今までの働きからすれば安いもんや」と一蹴。また現役時代「天皇」と呼ばれたほどのワンマンだった金田が監督業が務まるのかという危惧にも「名選手必ずしも名監督あらず、というのはことわざや。野球界に金田旋風を起こすつもりや」と意に介さなかった。当時のロッテの状況は取り巻くほどひっ迫していた。2軍監督は金田の高校の先輩高木公男が就任。この年に5位に沈んだロッテは観客動員がわずか31万人で閑古鳥が鳴いていた。黒い霧事件もあり観客動員が大幅に激減していた。金田は「ワシが野球界に戻そうとしているのはロッテの再建だけやないで、日本の野球界再建の為や」、「ピンチのパリーグのお客さんを呼ばなきゃいかん」、「お客さんを呼ぶためにはワシは球場で逆立ちしてもええ」と述べた。金田就任からチームが千葉ロッテマリーンズになるまで19シーズンにわたって使用されたユニフォームは金田がデザインし、軽量化にも拘った。1974年にはチームをリーグ優勝・日本一に導く。
注目度は高く1973年のロッテの鹿児島キャンプの観客数は巨人に次ぐ2位。選手たちをまるで陸上部からと思わせるほどの徹底的な走り込みを課し体力強化に努め12球団と言われた豪華な食事を準備しトレーナーの数を増員するなどアフターケアも欠かさなかった。本拠地を失い地方ゲームが増えたというハンディを乗り越え3位に浮上した。同年のリーグ最小失点も記録し、防御率ベストテンに3人（成田文男・八木沢荘六・木樽正明）もランクイン。特に成田は21勝で最多勝を獲得。弘田澄男を中堅手のレギュラーに抜擢した。三井雅晴は一軍に上がった当初は打撃投手だったがそこでの投球が金田に評価され主力投手になった。観客動員は対前年比3倍増94万6500人（当時の球団記録）、その効果はパリーグにも波及し、総観客動員数が前年の253万9800人から406万200人に激増し理由は全て金田人気によるものだったわけではないにせよ金田の果たした役割が大きかった。この頃、大映倒産に伴う東京スタジアムの経営権問題が勃発、金田が球場の狭さを嫌がったこともあり、暫定的に経営権を所有していた国際興業社主の小佐野賢治が球場の廃業と閉鎖を決めてしまう。そのため、同年からは宮城球場を本拠地としながら各地で主催試合を行うことになり、「ジプシー・ロッテ」と揶揄された。そんな中で金田は行く先々で大人気となり、前期優勝のかかった神宮球場の試合にはファンが殺到。入場しきれないファンが球場を取り巻き、テレビ局も急遽中継するほどのフィーバーぶりであった。日本ハムと野村収との交換トレードで弟・留広を獲得。
1974年は前期阪急に優勝を許すが、後期は阪急の失速や弟・留広の活躍もあって終始首位をキープ。就任2年目で後期優勝を決めると、プレーオフでも阪急に3連勝を決め、日本シリーズではジョージ・アルトマンを負傷で欠き、有藤道世もケガを押しての出場と戦力的には不利だったが巨人のV10を阻止した中日を破る。日本一になった際には「長嶋が最後の年だから相手が巨人じゃなかったのは残念だが、わしは世界一のファミリーに恵まれた。幸せな男や」と喜び、外堀通りで行われた優勝パレードには約200万人の観衆が詰め掛けた。さんまのまんまに出演した際（1987年11月30日）には「どの番組や新聞を見てもロッテの優勝の事はほとんどやってなくて長嶋引退の事ばっかり取り上げてた」と語っている。
1975年は4月23日から5月5日まで心臓発作で休養し、高木公男二軍監督が代行を務めた。6月26日の近鉄戦（藤井寺）では矢頭高雄コーチを代理監督とし、ベンチ入り選手14人（投手：9人、野手：5人）で行い、1-4で敗戦して前期最下位が確定。金田や主力選手ら（有藤、木樽、弘田、山崎裕之、ラファエル・バティスタ、ビル・マクナルティ）は帰京して後期に向けた練習をしていたという状態で、後日リーグ理事会から手抜き試合であるとして厳重注意された。後期は2位に盛り返したが、総合4位に終わった。シーズンオフの10月23日には張本勲監督率いる「日本プロ選抜チーム」に同行し、韓国へ出発 。翌24日の韓国アマ選抜との試合では1点先行されたが、6回に同点、9回には決勝の1点を奪い、三井・成重春生・小川清一・村田兆治の継投で逃げ切った。
1976年は江藤慎一が加入。村田が最優秀防御率を獲得する活躍を見せたが、前後期ともに3位であった。1977年は白仁天・高橋博士・安木祥二が加入。国鉄時代同僚だった徳武定祐が金田の招きでコーチに就任。有藤が首位打者を、新加入のレロン・リーが本塁打王と打点王の二冠を獲得する活躍で後期優勝を決めるが、プレーオフで阪急に敗退したため日本シリーズ出場はならず。1978年には川崎球場を本拠地とし、投手陣のリーダー格で前年に2年連続2桁の11勝を挙げていた八木沢を「お前はもう限界」と強制的に引退させようとしたことから、一気に求心力を失う。金田の監督生活後半はワンマン気質がたたって選手との間に溝が出来ていた。前期の終盤に15連敗を記録して5位に転落し、その低迷のイライラを選手にぶつけて更に孤立。後期もなかなか勝ち上がれず、8月22日のスポーツ紙には「金田更迭」の大見出しが載る。優勝の可能性が消えてからはゴルフ場から球場に直行することが頻繁にあり、時には遅刻することもあった。最大の後見役であった重光武雄オーナーからの了承もあり、9月30日に辞表を提出し10月2日正式に退任した。なお、重光オーナーは金田の後任候補として前年オフに南海を解雇された野村克也を入団させており、選手兼任監督として就任要請をするも、野村は尊敬していた金田の代わりは恐れ多いと固辞し、退団。結果としてもう一人の監督候補であった球団OB（前身の毎日オリオンズ→大毎オリオンズに在籍）の山内一弘が後任として監督に就任し、1981年オフに再びロッテから監督候補として挙がったが再任は見送られた。1986年オフにも再びロッテの監督候補に挙がり総合コーチが高木公男が就任するなどコーチ陣も決まっていたが重光武雄オーナー、松井静郎球団社長が「金田じゃダメだ」と言い、有藤によると当時のロッテはオーナー、球団社長が監督を決めていた為一回監督就任を固辞した有藤が重光オーナーから再び監督要請を受けて就任した。レロン・リーは「現役時代に400勝を挙げた。となれば、並の選手には理解できない技術や指導論があるものです。金田さんも誤解されていた点が多かったと思います。実は私も最初、彼の言動を消化できないことがあった。でもその後、少しずつ目指す野球がわかってきて、今では尊敬する監督の一人です。最初に金田さんと出会えたおかげでいい野球人生を送ることができました」と述べている。暗黒時代のパリーグに光を当て、稲尾和久から「パリーグの宝」と言わしめ偉大な監督と評された。監督辞任後はロッテ球団に非常勤の取締役として残留する傍ら（この時点では元オーナーの永田雅一も、非常勤の取締役として名を連ねていた）、フジテレビ（1979年 - 1981年）・ニッポン放送（1979年 - 1983年）、日本テレビ（1981年 - 1989年）で解説者を務めた。1978年に日本プロ野球名球会を設立し、1981年の株式会社改組後は代表取締役を務めた。1988年、野球殿堂入り。

#### 第二次ロッテ監督時代
1989年10月27日ロッテの監督に復帰した。ヘッドコーチは徳武が就任。当時のロッテは監督の金田を筆頭に腕相撲チャンピオンのマイク・ディアズ、高校時代に武勇伝を持つ愛甲猛、牛島和彦、伊良部秀輝が在籍しており、星野仙一が監督を務める中日ドラゴンズと並ぶ球界随一の武闘派集団であった。2期目の1年目は主砲のマイク・ディアズが2年連続の3割30本100打点を記録し、若手では前田幸長・小宮山悟の活躍もあり、広島からトレードで移籍してきた白武佳久がリリーフで10勝を挙げるも、同じく広島からトレードで移籍してきた高橋慶彦は成績が振るわず、前年2桁勝利を挙げた牛島和彦は故障によりシーズンをほぼ棒に振り、5位に終わる。高橋は「監督の金田さんと揉めてね。真夏のオールスター休みの日。立川の昭和記念公園に選手が集められて、朝10時から散歩、１時間。金田さんに『慶彦、どうや、この散歩いいやろ？』って言われて、『わかりません』って言ったの。もうオレ、33で若くないし、しんどいから。そしたら『なに⁉︎』って言われて、機嫌悪くされて。たぶんそれから関係が悪くなった。しかも、あるコーチからね、『慶彦、監督にゴマすれよ』なんて言われたから。それでまたカチンときてね。オレはそういう人間じゃないんで。だからもっと関係がギクシャクして、『阪神に行ってくれ』ってなったんだと思う。まあ、もともと『外野に行け』って言われた時もできる状態じゃなかったし、ショートには佐藤健一もいたしね」と述べている。4年連続盗塁王の西村徳文が首位打者を獲得し、長年エースとして活躍した村田が引退。オフのドラフトで8球団の競合だった小池秀郎をくじ引きで交渉権を得るも、入団を拒否される。この入団拒否は、元々ロッテが小池の意中の球団でなかったことと、金田の選手育成方針や言動などに小池が不信感を持ったことが原因と言われている。
1991年は4年目の堀幸一がレギュラーに定着し、観客動員100万人を達成したが、前年ブレークしかけた伊良部秀輝が不振で、前年は一時捕手も任せたマイク・ディアズが骨折によりシーズン途中で離脱するなど、最下位に終わる。平井光親が首位打者を獲得。本拠地川崎球場の老朽化や観客動員低迷への抜本的打開策として、球団側は翌シーズンからの千葉県千葉市の千葉マリンスタジアム（当時）移転を決めたため、川崎時代最後の監督となる。シーズン終了後の11月5日に金田の解任と八木沢の監督就任が発表された。皮肉にも、引退勧告を行ったことがきっかけで第一次時代に監督を辞任するきっかけとなった当事者であった八木沢に追い落とされる形となってしまった。八木沢によれば1991年夏に西武球場で当時西武投手コーチだった八木沢を食事に誘い東京・東銀座の料亭へ行くと重光昭夫オーナー代行も一緒で金田からいきなり「監督をやってくれ」と言われたという。

#### 監督退任後
2008年4月11日から13日までの巨人対ヤクルト戦は「川上哲治/金田正一シリーズ」（永久欠番シリーズ）として開催された。この日付は1965年4月10日、「巨人の金田」としての初勝利を挙げていることにちなんでいる。
2000年代でも、金田の球歴を知る選手・OB・関係者にとっては畏れ多い存在であった。2008年に金本知憲の2000本安打達成記念の名球会ブレザーを進呈するために阪神甲子園球場を訪問したが、阪神側のベンチに座った際も選手は近寄れない様子だった。一方、2006年2月に巨人のキャンプを訪問した際には原辰徳監督が内海哲也に「あの方を知ってるか」と聞いたところ、「カネムラさん」と呼び間違えた上（勝利数を問われて）「300何勝でしたっけ？」と発言し、同行した広岡達朗が激怒したことがあった（金田本人は笑って許したという）。
2009年、金田が会長を務めていた名球会に対し、金田のワンマン運営であるという批判が上がった結果、金田は名球会の代表取締役を退任。名球会事務局も金田の個人マネジメントを行う「カネダ企画」から移転した。2010年に名球会は一般社団法人となったが、この改組に反対した金田は名球会から退会状態になっている事が報じられた。
2012年11月14日、『徹子の部屋』（テレビ朝日）に36年ぶりに出演した。
2015年6月25日には『アウト×デラックス』（フジテレビ）に出演し、「自分のことやから言うけど36歳で（現役を）終えてるの。皆40歳近くまでやってるでしょ。それが凄いんです」と発言。さっそく自らを絶賛し、山里亮太から「ダルビッシュとどっちが凄いんですか?」と訊かれると、「それは無礼だよ」と言い、矢部浩之から「現役時代180キロは出ていたと発言」といった金田の伝説が紹介されると、「その頃は測る機械もないじゃない。出たと思えばいい」と答えた。歯に衣着せぬキャラクターでロッテ監督退団後も引き続きタレントとして活動していた。
2019年7月、自宅で倒れ、心筋梗塞と診断される。11日間の入院生活を送るが、無事退院し、週刊誌の取材にも応えていた。
2019年10月6日午前4時38分、急性胆管炎による敗血症のため東京都内の病院で死去。86歳没。通夜・告別式は近親者のみで営んだ。最晩年のテレビ出演は2018年10月28日放送の『サンデーモーニング』（TBSテレビ）と、11月3日放送の『関口宏の人生の詩Ⅱ』（BS-TBS）だった。長男の賢一によると「あの世へ行っても仏様の弟子にはとてもなれない」との考えから、戒名は付けなかったという。
翌2020年1月21日、帝国ホテルにて「お別れの会」が開催され、約500名が参列した。この会合に参列した野村克也は、その3週間後に死去した。

## プレースタイル

### 投球
20年の現役生活において用いた球種は、速球と、縦に鋭く割れるカーブ、タイミングを外すスローカーブのみであった。
特に速球については「手元から離れても最後まで速度が落ちない快速球」 と言われるほど、凄まじい球威を持っていたとされ、数々の逸話を残している。
投球術については、国鉄-巨人の現役時代を通じて捕手からのサインの指示を受けず、自らの判断のみで投球内容を決定する「ノーサイン」を貫き通した。
金田の投球フォームは、弓のような強靭で柔らかい長身細身の全身を（引退後もテレビなどで難なく股割りを披露している）流れるように使ったオーバースローである。前足を踏み出すと同時に、軸足のひざを曲げて重心の下げとためをつくり、弓を引くように左肩を後方に大きく引きつけて、テイクバックした左腕を停止させずに振り子のように回しながら、一気に上半身を大きく前方に倒れこませるようにしてリリースする。金田自身は「投手にとって最も大事な要素は下半身」という持論を持っており、自身の鍛錬や村田兆治ら後進への指導の際には走り込みを最も重視しており、監督時代には「足で投げろ！」と檄を飛ばすほど下半身主導の投球の大切さを説いていた。金田のオーバースローは、左手の掌はテイクバックの際に上を向くアーム式 で、踏み出し幅は小さく、前足の膝はリリース後のフォロースルーまで真っすぐに突っ張ったまま という、今日では古典的とされるフォームでありながらも、リリースの寸前まで後方に引き付けられた左肩の大きな可動域と、全身に負担が分散される体のやわからかさと使い方のうまさ、上半身主導の強い遠心力を支え切る強靭な足腰が、20年に渡る現役生活で、ヒジ以外に大きな故障を起こすことなく、大記録を達成する原動力となった。
なお金田は自身の投球フォームを確立するに当たり、高校時代より藤本英雄の深く沈み込むフォームの写真を参考にしたという。球は速いが制球が悪すぎてチームメイトからすら「(危険過ぎるため)もう金田を投げさせないでくれ」と監督に懇願されるほどであった自身の欠点を克服する為、毎晩銭湯の鏡の前で藤本のフォームの写真を見ながらシャドーピッチングを行った。この時身に付いた「重心の低いフォーム」が、後年8種類とも自称した多彩なカーブの切れ味に貢献したという。

### 球速
高校時代、金田の投球を捕球出来る捕手がおらず、苦肉の策として投球練習する際、捕手をマウンドの上に座らせ自身がホームベース上に立って投球練習を行ったという。
プロデビューした年、長野における阪神戦で、阪神の主軸打者であった金田正泰が「あいつのボールは速過ぎる。投手と捕手との間隔が短過ぎるのではないか」とクレームをつけたためゲームは中断、金田正泰と審判とがメジャーで計ったところ、間隔は規定通りであった。
全盛期の金田と対戦した経験がある選手たちは異口同音に「間違いなく150 km/h台の後半か、160 km/h台を出していただろう」と証言しており、川上哲治も「最も速い球を投げる日本人投手は誰か」と問われた際「自分が実際に見た中で言うなら、金田だと思いますね。若い頃はもう、本当に速かった」と答えている。
ライバルであった投手の側からの評価も非常に高く、金田に次ぐ350勝を挙げた米田哲也は「（金田の球速は）当時で160km/hぐらいはあったと思う。（自身も）目標にしていた」と述べており、320勝を挙げた小山正明は「カネさん（金田）とヨネ（米田）は軽く投げて160km/h台。僕がその少し下くらい（自己評価では150km/h台は軽く越えた、としている）やろうね」と述べていた。
金田は自身の現役最末期、青田昇の元を訪ね「ワシと沢村栄治さんと球どっちが速かったですか?」と尋ねたことがある。青田は「沢村さんに決まっとるやないか! お前と比べれるかい!」と一喝し、金田はその答えに憮然としながら去ったというが、後に「キツイこと言って悪いことしたな。沢村さんのことは大切にしなきゃいかんが、本当は金田のほうがすごかったかもしれんなあ」と述懐している。但し青田は1942年の巨人入団で、沢村と巨人で共にプレーしたのは短い期間であり、その頃には兵役に就いていた影響で沢村は全盛期のような快速球を既に投げることが出来なくなっていた。そうした事情もあって青田は実際に見た目から「戦前のスタルヒン、戦後の金田」と評している。

### カーブ
剛速球の評価もさることながら、カーブを讃える者も多い。
- 有本義明は戦後最高のカーブの使い手として、堀内恒夫・江川卓と並んで金田を挙げている。[要出典]
- 佐々木信也は「カネやんのカーブは、真上に投げているのかと思ったら急激に曲がってストライクになった。あんなカーブは他に見たことがない」と述べている。[要出典]
- 野村克也は「バッターの直前まで頭の高さで球が来て、ボールになるかと思ったらストライクになった。同じ高さでストレートも投げるから簡単には打てなかった。（金田と対戦するとき）バットはグリップエンドから二握り分くらい短く持った」と語っている。[要出典]

金田のカーブは軌道の違いによって5種類あったといわれるが、特に「2階から落ちる」と言われた「モノになるのに10年かかった」という縦のカーブが武器だった。そのカーブは左肘に対する負担が大きく、毎年のように肘の痛みに苦しめられた。入団5年目辺りから引退までずっと肘が悪く、梅雨時や秋口は特に痛かったと本人が証言している。序盤快調だったシーズンでも梅雨時や秋口に1か月くらい勝てないことがよくあった。
巨人に移籍後は球速が落ちたが、バックの守りが安定していたこともあり、フォークやスラーブ、カットボール気味の速いカーブ、稀にシュートや超スローボールなども用いるようになり、球威の衰えをテクニックでカバーする技巧派の一面も見せている。
1973年にロッテ・オリオンズ監督（第1期）に就任した後、ブルペンで現役当時を彷彿させる落差のあるカーブを投げてみたところ、当時のロッテの正捕手がその球を捕球できなかったという。

### 記録
記録上における最大の特徴としては、奪三振の多さが挙げられる。
1957年、プロ入り8年目にして通算2000奪三振を達成した（金田が第1号）。金田以前にもヴィクトル・スタルヒン、若林忠志、野口二郎、中尾碩志、藤本英雄、別所毅彦、杉下茂などの本格派の大投手はいたが、彼らはいずれも2000奪三振は達成していない。
奪三振の多さについては「打てば三振、守ればエラー」と言われるほど国鉄が弱く「せっかく凡打に討ち取ってもエラーされては何にもならない」という思いから三振を奪うことに注力した結果であるという。通算400勝と並んで通算4490奪三振も歴代1位であり、経歴の項にある通り当時はMLBの記録をも凌駕していた。奪三振は後にノーラン・ライアンが更新し、現在はライアンの他、ランディ・ジョンソン、ロジャー・クレメンスが金田の記録を上回る奪三振数を記録しており、とくにランディ・ジョンソンは金田と同じく左腕投手で4875奪三振を記録して金田の記録を超えている。
金田が入団した当時の国鉄は弱く、金田は国鉄時代にリーグ最多敗戦を3度、20敗以上6度、入団以来国鉄に在籍した全てのシーズンに当たる15年連続で2桁敗戦、通算267敗を記録している。弱い国鉄にいながら敗戦数を大きく上回る353勝を挙げ、この間のチーム全体の勝星833勝の42%に相当する。この間の国鉄の順位は最高で3位が1回あるだけでそれ以外は全て4位以下だったが、最下位は3回にとどまっている。また、20年間の現役中、最高勝率のタイトルは1度も獲得できなかった。
通算400勝の金字塔は、先発ローテーション確立前における、先発救援兼任や連投も当たり前だった投手酷使時代の産物で、今日の投手にとってはほとんど達成不可能な数字であるが、そんな中にあって後述のコンディショニング管理やトレーニング法で致命的な故障をせずに長期間勝ち続けた点に金田の真骨頂がある。この時代の投手でも200勝を達成した人間は数える程しかおらず、通算勝利数2位の米田哲也に50勝もの差をつけていることなどから、当時としても圧倒的だった。その勝利の約90%にあたる353勝を弱小球団であった国鉄時代に挙げていることも特筆に値する。当時国鉄と並ぶ弱小球団だった広島との対戦で通算90勝を挙げており、一人の投手が特定の1球団から挙げた勝ち星としては、自身の対大洋戦77勝、米田哲也の対ロッテ戦76勝を抑えて断トツである。広島に対しては通算30敗しかしておらず60の貯金があり、山田久志が南海を相手に73勝28敗で貯めた45を抑えて1位である。
また、この400勝という数字はプロ野球の各国トップリーグの中でもメジャーリーグのサイ・ヤングの511勝、ウォルター・ジョンソンの417勝に次ぐ世界歴代3位の記録で、戦後にプレーした投手に限定すれば、金田以外に通算400勝を達成した投手は存在しない。加えて左腕投手での通算400勝も世界唯一であり、これに次ぐのがウォーレン・スパーンの363勝である。
現役晩年、400勝と並んで金田が記録更新を目指したのがスタルヒンの持つ通算完封記録で、金田の現役当時スタルヒンの公式な完封数は84とされていた。金田は82完封で引退することになったが、金田の現役引退から数年後に集計ミスが発覚し、スタルヒンの通算完封数は83に訂正されている。仮に前記の集計ミスが金田の現役中に発見されて訂正されていたら、あとひとつまで迫っていただけに記録更新の可能性もあったとする意見がある。勝星を稼ぐために中継ぎ転向を勧められたこともあったが、金田はこの通算完封数の記録更新のために先発にこだわり続けたという。82完封のうち1/4以上を占める23試合で1-0のスコアで勝っており、通算1位である。既述のノーヒットノーラン、完全試合ともいずれも1-0である。0-1の完投敗戦21も史上1位である（0-2は9試合、1-2は17試合）。1-0での完封勝利の全て、0-1の完投敗戦も20敗までが国鉄時代に記録したものである。
リリーフとしては通算400勝中132勝、そのうち国鉄時代353勝中114勝がリリーフでの勝利であり、この時代のエース級投手はシーズン中、先発・リリーフの区別なく酷使されることも珍しくなく、稲尾和久は通算276勝中108勝、秋山登は193勝中89勝、杉浦忠は187勝中75勝がリリーフ勝利である。特に国鉄は弱小チームのため金田が投げなければ勝ちを稼げないという事情もあった。リリーフ登板の多さゆえサヨナラ本塁打を打たれることも多く、通算12本の被弾は10本で2位の稲尾を上回り歴代1位。国鉄時代に対戦相手となったセ・リーグ全5球団の試合で打たれていて、最初の1本は苦手にしていた阪神の吉田義男、最後となる12本目は巨人の長嶋茂雄だった。12本全て国鉄時代に記録されたものである。
入団翌年の1951年から国鉄在籍最終シーズンの1964年まで14年連続で「20勝以上・300投球回数以上・200奪三振以上」のプロ野球記録を達成しているが、前述の通り国鉄は弱小チームだったこともあり最多勝を獲得したのは1957年、1958年、1963年の3回だけである。
1952年8月9日の対巨人戦で、延長13回裏無死一・三塁から敬遠として投げた1球目が大きくそれてサヨナラ負けを喫したことがある。「敬遠球を暴投してのサヨナラ負け」は、30年後の1982年に阪神の小林繁が記録するまでプロ野球史上唯一の記録であった。入団当初は制球力に難があり、1950年11月4日の対巨人戦で1試合10四球、1952年には与四球197といういずれもセ・リーグ記録を作っている。無四球試合も最初の3年間は1度も記録できなかった。経験を積むにつれて制球難も徐々に解消され、後年はコントロールの巧みさに活路を見出すこととなった。この時期の金田に対する評価としては、1955年8月3日に米子市営湊山球場にて行われた大阪タイガース対国鉄スワローズ戦（1-5で国鉄が勝利） を観戦した学生時代の米田哲也の評が残されており、米田はこの試合で先発した大阪の渡辺省三は「制球は良いが球が遅い」、金田については「球は速いが制球は悪かった」と評しており、「これなら自分でもプロでやっていけるのではないかと思った」という。

### 打撃
打撃も優れていた。投手として登板しての36本塁打は史上1位。他に代打に起用されて2本の本塁打を記録しており、通算本塁打は38本、入団11年連続で本塁打を記録している。入団年の1950年に緒方俊明（西日本）から、プロ入り初本塁打を記録。17歳2ヶ月での達成は、野手を含めて未だにプロ野球最年少記録である。
投手でありながら8度敬遠されている。1962年にはシーズン4度の敬遠をされた。巨人に移籍してからも、1967年8月19日の中日戦に代打で登場し、通算8度目の敬遠をされている。金田敬遠での次打者の成績は7打数4安打1四球となっている。
金田が打者として一番凄いと思った投手は大洋ホエールズの左腕権藤正利で「彼のカーブは凄かった」と語っている。
通算登板数は944試合であるが、代打での出場なども全て合わせると通算1053試合に出場している。なお、1962年8月21日の対巨人戦（後楽園）において、一度だけ代打として登場後に一塁を守ったことがある（代打から投手は何度かある）。

### 存在感
国鉄時代はその豪快な人柄と圧倒的な実力のため、監督以上に力のある選手だった。国鉄が球団創立となった年にシーズン途中入団して、球団名消滅（厳密には巨人への移籍元年に消滅）と共に去ったが、在籍した15年間のうち、開幕投手を実に10度も務めている。これは国鉄では最多回数で、開幕投手を複数回務めているのは金田だけである。先発して大量点を取られたり、審判の判定に不服だと自分から勝手にマウンドを降りてしまったりすることもあった。別所毅彦は現役時代の金田について「監督を監督していたのはあいつぐらいのものだ」と語っていた。守備でも味方がエラーをするとグラブを叩きつけて罵倒したという。
現役時代から傍若無人で、監督が交代を告げる前に降板したことはおろか、監督が交代を告げる前にマウンドにのぼったこともあった。当時捕手の根来広光は、「金田さんは機嫌を乱すと本当に荒れた、しかし彼ががんばらなければチームはどうしようもないので機嫌を直すのにとても苦労した」とインタビューで振り返っている。球場についても文句を言い、狭いことで有名な東京球場での対巨人戦に先発して本塁打を連発された際は「こんな狭い球場で投げれるか！」と叫んだことがある。のちにロッテ監督に就任した際も「あんな狭い球場いらんわい」と発言し、東京球場の閉鎖につながっている。
国鉄時代同僚だった佐々木重徳によると「国鉄に入ってみたら金田さんは大エースで、歴史的に伝えられている通り、金田さんのワンマンチームでした」、「ある年（1960年）金田さんが「10年連続20勝」まであと1勝というゲームでその試合は4年目の島谷勇雄という投手が先発し、リードしたまま5回途中まで投げたところで金田さんが『わしが行く』とベンチを出て『ピッチャー金田』と自分で審判に告げて、マウンドに向かい、その試合で金田さんは勝ち投手になり10年連続20勝を達成しました。その時点でプロ未勝利だった島谷は通算0勝で引退したのですから、皮肉なものでした。今となってはいい思い出として、島谷も笑っていますけどね。とにかく金田さんは勝つための執念はすごかった。でもそれだけの実力を持った人でした。いろいろ批判はあるだろうけど、一番努力した人だと思いますね。僕らとは全然違い、誰にもできない練習量を一人でこなしていました。ワンマンだからと言って、チームメートから孤立しているとか、そういうことはなかったです。かわいがってくれましたよ」と語っている。
なお、島谷との一件 の少し前には、1960年シーズンに18勝で肩を並べていた国鉄第二の主戦投手である村田元一に対して、金田は「どうしても先に20勝させてほしい」と懇願したとされており、金田の執念を察しながらも納得の出来ない村田は翌日自ら二軍落ちを申し出て、シーズンの残り1ヶ月をそのまま二軍で棒に振ってしまったという「事件」をも引き起こしており、宇野光雄監督はこうした金田の姿勢と感情的に対立し、同年限りで国鉄監督を退任して大毎オリオンズ監督へと転身していった。
佐々木がある試合でエラーした時、金田がグラブをマウンドに叩きつけたので佐々木もマウンドにグラブを叩きつけて、「お前一人で野球をやってるんじゃないんだよ！」と言い返したところ、金田に「試合が終わったら待ってろ」と言われる。佐々木は金田に殴られるのかと思いつつも、試合後に金田が「付いて来い！」というので、恐る恐る付いていった。すると金田は食事をご馳走してくれて、自宅にも泊めてくれた。それ以来、佐々木は金田の事を「エース」と呼んでおり、そう呼ばないと金田は返事をしてくれなかったという。
大卒のサラリーマンの初任給で1万いかない時代で佐々木は2年目の月給が8万で、金田は100万貰っていた。佐々木の年収より金田の月給の方が多く、今の感覚なら金田の年俸は10億ぐらいの価値があるという。
金田の国鉄時代の後輩に対する面倒見の良さについては、佐々木以外にも田所善治郎が証言を残しており、1953年に田所が国鉄に入団した時、金田は直球とドロップしか持ち球が無かった田所に、シュートやスライダーなど自身の持つ変化球の握りを全て教えてくれたという。田所は金田を評して「自身にとっては野球の先生であった。怖いというイメージがあるが、実際は後輩にはとても優しく、キャンプでも部屋に自ら飲料水を用意する程、自己の体調管理には気を遣っていた。」と述懐していた。

## トレーニング法・コンディショニング理論
スポーツ医学などが発達していなかった当時、自身の経験と知識を元に体作りに関する独自の思想をまとめ上げていたことは有名であり、金田本人にとっても、その後のスポーツ医学の先駆者になっていることは誇りであったという。

### コンディション管理
金田はコンディション、特に左腕の状態を維持するために普段の生活から極めて細やかな神経を配っていた。そして、肩が冷えることを極端に嫌っていた。以下はその例である。
- 就寝時には利き腕の肘を守るためにサポーターを着けて、冷えたりしないよう万全のケアをしてから寝床に入った[81]。
- 自家用車（クライスラー・ニューヨーカー[82]）にはエアコンを置かず、扇風機を付けていた。また、自宅のクーラーは1台だけだった[81]。
- 現役時代、乱闘時にはいかに興奮していてもタオルで左手をグルグル巻きにしてから飛び出したり、酒を飲んでいて興奮して机を叩いていても、いつも左手にはおしぼりが巻かれていたという逸話がある程、左腕を大事にしていた。[要出典]
- 賢一たち自分の子供を抱くときにすら、絶対に左手で抱くことはなかった。[要出典]
- 「一人前の野球選手が自分で車なんか運転したらいかん」と、自らは運転せず運転手付きの車で球場まで通っていた。運転することで神経を消耗するとプレーに影響するというのがその真意。その上「窓を開けた時に吹き込む風で左肩や腕を冷やさないように」左側には絶対に座らなかった。[要出典]
- 前記の「肩や腕を冷やさないように」するために試合においても、たとえ夏場であろうともアンダーシャツは長袖を常に着用していた。金田が夏場に中継放送の解説を担当した試合で開始前の取材の際に北別府学（広島東洋カープ）が夏場（の暑さ）を理由に半袖を着ていた（＝投手の命とも言える肩と腕を冷やすことになるため）ことを見咎めて叱責したエピソードがある[83]。この叱責を機に北別府は夏場であっても私服もアンダーシャツも長袖を着用することにしたという[83]。
- ヒゲを剃るときも、指先を切る恐れのある剃刀は使わず、電気シェーバーを使用。外出時にも、つま先を剥き出しにするサンダルは絶対に履かないなど、普段の生活からケガの防止には人一倍気を遣っていた。[要出典]
- マッサージを受ける時は、一部分のみのマッサージはせずに必ず全身をマッサージするように心がけた。また、鍼、灸の類は一切しなかったという。[要出典]
- シーズンオフの休養の重要性を晩年まで説いていた。金田自身、オフは完全に休養に充ててコンディションを整えている。1958年のオフに父親の死去であまり休養が取れなかった時は、それが祟って以後3年間ベストコンディションに戻らなかったという。この3年間も毎年20勝していたが、1960年と1961年はちょうど20勝で止まった。1959年は6月25日に13勝目を挙げたものの、そこから2か月勝ち星が無く8連敗を喫し、1960年は残り4試合でようやく20勝目を挙げたものの7年振りに勝率が5割を切り、1961年には途中11連敗を喫して2か月以上勝星から遠ざかるなど苦しいシーズンを送った。
- 当時のプロ野球選手は喫煙者が珍しくなかったが、金田は嫌煙家であった[84][85][86][87]。

### トレーニング
「下半身で野球をやっている人はピンチを招いても力まない。下半身の弱い人はピンチになるとだめになる」とコメントしているように、下半身強化を重視し、選手時代はまずランニングを最重要課題としていた。その金田の強靭な下半身は、自身の少年時代、第二次世界大戦の終戦後に名古屋に転居した後、食料や物資を買い出しに小牧や春日井までリヤカーを曳いて出掛け、家まで往復する日々の中で培われたものでもある。
その金田のトレーニングメニューは極めてハードなもので、オールスターゲームの時に、練習の虫と言われていた村山実が金田のトレーニングに付き合おうとしたが、そのあまりにもハードな内容に音を上げたという逸話がある。ロッテ監督時代もランニング重視のメニューを選手に課しており、金田の練習と言えば「走れ走れ」と言うイメージが定着している。
八木沢が、あまりのハードさにランニングの中止を申し入れると「そう言いにくるのは真剣に走った証拠だ」と褒めちぎったという。村田によると「実績のある投手は投球練習をしなくてもいいから、とにかく走れ」と指導していたという。ロッテに1年間在籍した野村もこのことに触れており、「走るだけでピッチングがうまくなるのか？」と疑問に感じた程、金田が投手に課したトレーニングはランニング一辺倒だった。村田はランニング中心のトレーニングの結果「夏場になっても疲れが溜まらない。まるで高校時代に戻ったみたいに体が軽かった」と語っている。その村田に対して金田は「村田は他の投手よりもよう走った」とお墨付きを与えている。
後年、当時ランニングを重視していなかった松坂大輔に対しても「走らないと投球時のバランスを崩すから成績を悪くする」と出演したテレビ番組で指摘。金田の言う通りに松坂の成績が悪くなったため、改めて松坂がランニングなど下半身強化中心のトレーニングに切り替えたというエピソードがある。ただし、誰でもとにかく走らせることにこだわっていたわけではなく、走ることが逆に選手にマイナスになるような場合には絶対に走らせないなど、状況に合わせた指導は怠っていなかった。江本孟紀によると「体ができないうちは走りこみをやっても体がつぶれるだけ。体に見合った走りこみをするべき」として、単なる『走れ走れ練習』に対しては厳しく批判していたという。
効率的なストレッチ運動を行うため、試行錯誤の末「カネヤンダンス」と称される柔軟体操を始め『金田式健康棒』など、お手製の健康器具を発明・発売していた。
巨人移籍時のキャンプメニューは、朝5時30分に起床してランニングにダッシュ。午前の投手練習を終えた後に陸上競技場の土手をダッシュで30本駆け上がり、柔軟体操。その後球場でアメリカンノックを繰り返すというもので、練習好きの長嶋茂雄ですら驚く程だったという。
野球選手が過度の筋力トレーニングによってバランスを崩すことを危惧していて、亡くなるまで様々なメディアで警鐘を鳴らしていた。これについてはイチローも同様の指摘をしている。

### 食事
体作りへのこだわりは食にも現れた。現役時代から「いいものを食べなきゃダメ」が口癖で、春季キャンプには自ら食材を持ち込んでいた。金田本人の話では、当時のサラリーマンの月給分に相当する額を全て市場での買い物に使い、それをたった3日で食べてしまったという。また春季キャンプでは牛肉や野菜などは最高級品を自ら購入し、そうした食材をふんだんに利用してすき焼きやちゃんこ鍋や鉄板焼き、スープなどを金田自ら毎日作り、チームメイトにも振る舞っていた。
ロッテ監督時代も特にキャンプでの食事には質量共にこだわり、質の良い肉を選手に食べさせるように球団と自ら交渉したこともある。1回の夕食を全て食べ終わるのに2時間はかかったと言われる。なお、食事時間がこれだけかかったのは、単に食事の量が多かっただけではなく、食べ方に関して、ただ無闇に食べるのでは無く、消化を促進し、練習で消耗した体を効率よく回復させるために、1時間かけてゆっくり食べるように指示したためである。当時、ロッテの主力選手だった得津高宏は、「キャンプに入って最初のうちは、その豪華な食事もまだ食べられるんです。体力がありますから。しかし、1週間くらい経つと練習がきつくて、体が受け付けなくなる。それでも僕らは無理をして食べていましたよ。それによって、あの厳しい練習がこなせるようになっていったんです」と語っている。
豊田泰光が伴淳三郎から紹介されたという、当時珍しかったミネラルウォーターを金田に勧めて以来、水道の水を飲まずに高価なミネラルウォーターを飲んでいた。
独自の調整理論を持っており、必要とする能力から逆算してトレーニングや食生活までを組み立てていた。2003年11月6日放送の『NANDA!?』（テレビ朝日）で本人が語った所によると、「肺活量向上のために走るトレーニングを主に行う日は、朝からオートミールなどの消化の良い食べ物を食べる。その日のトレーニング内容によって食事や生活を変えるのは当然だ」とのことだった。古田敦也も「そんなことはここ10年位でようやく詳しくなってきたことだ。50年前にそこまで考えていたのは凄い」と感心していた。

## 逸話

### プロ入りに関する逸話
享栄商業に在学していた際、その当時は野球部の専用グラウンドがなくて日本国有鉄道名古屋鉄道管理局八事球場を借りて練習していた。国鉄職員が球場の管理人であったが、その人物が享栄商業の練習で金田が豪速球を投げるのを見て驚き、すぐさま国鉄スワローズの西垣徳雄監督に金田の存在を伝えて西垣がスカウトに出向くことになる。西垣は遠征の途中で名古屋に降りて金田をチェックする一方で、国鉄球団は1950年の夏にその当時、東京都練馬区立野町に在った中央大学グラウンドで金田の入団テストを極秘で実施して入団を決定。その入団テストは国鉄本社の幹部や球団協力者へのお披露目の意味合いもあったと伝わっている。金田はプロ入り後の初任給でソフト帽を購入したという。

### 対戦相手に関する逸話
1955年の日米野球で来日したニューヨーク・ヤンキースとの対決で金田が登板した際に、当時主砲であったミッキー・マントルを3打席全て三振に斬って取っている。1962年に、金田がヤンキー・スタジアムで行われたワールドシリーズ観戦に出かけた時に、マントルから握手を求められたことがある。
川上哲治とは9年間対戦して234打席で1本も本塁打を打たれなかった（奪三振は41）。
1964年8月19日の阪神戦で、本屋敷錦吾に2打席連続本塁打を打たれたことがある。金田はこの試合前の打撃練習で本屋敷の打撃を見た時に、「箱庭ででもやっとれ」というくらい、本屋敷の放つ打球には力がなかった。その打者にいきなり本塁打を打たれ、頭に血が上った金田は続く打席に同じような球を投げ、同じように本塁打を打たれた。本屋敷の通算本塁打はわずか13本しかなく、2打席連続はこの1回だけである。金田はこのことで「ええ勉強になった。どんな相手にも油断したらいかん」と述べている。
唯一苦手としたのが、球界でも一・二を争う小兵の吉田義男であった。現役通算で打率.267、66本塁打の吉田だが、金田に対しては1953年 - 1969年までで通算打率.310、8本塁打。国鉄スワローズ時代の金田が1957年5月28日の対阪神戦（阪神甲子園球場）にてプロ8年目で初めてサヨナラ本塁打を打たれたのも吉田であり、また両者の対戦で1960年 - 1965年の6年間、金田は吉田から三振を奪ったことは一度もなく、特に1963年8月31日の甲子園での試合では吉田に適時打を許した1安打だけで0-1の敗戦投手になったこともあった。現役引退後の巨人阪神OB戦でも金田は吉田に左翼ラッキーゾーンに本塁打を打たれたこともあった。

### 監督時代
1973年、ロッテ監督に就任した金田は友人の稲尾和久（当時太平洋クラブ監督）と相談し、パ・リーグ人気回復策として、ロッテ対太平洋戦を盛り上げようと、互いに悪口の応酬をして「遺恨試合」を演出した。目論見は当り、ライオンズの本拠地平和台球場に観客が詰めかけマスコミも注目、金田とファンが衝突し暴動まで起った。しかし、警察沙汰となりせっかくのアイデアも世間の非難を浴びてしまった（ライオンズとオリオンズの遺恨も参照）。
金田が監督になったことでマスコミの注目度が一気に上がった。好ゲームが続き、閑古鳥が鳴いていた東京スタジアムとは状況が一変し連日、多くのファンがスタンドに押し寄せ、土曜日、日曜日になると、札止めになることも度々あった。金田の発案でお菓子を配ったり、オリジナルグッズを作ったり、グラウンドで選手と写真撮影会をしたりと、今でこそ定着しているファンサービスにもロッテは積極的に行った。選手時代の知名度に加え陽気な語録や他球団への荒っぽい口撃、オーバーアクション、さらにカネやんダンスと呼ばれる足を高く上げたりする独特のアップ法でも話題を呼び、現役選手以上の人気を集めた。当時人気が低迷していたパ・リーグに話題を提供しようと率先してマスコミに露出し、親会社のテレビCMにも出演している。
八木沢が1973年10月10日の対太平洋クラブライオンズ戦ダブルヘッダー第1試合で完全試合を達成した際、金田は歯痛で自宅待機のため休養、2軍監督の高木公男が監督代行を務めていた。
木樽正明は「金田さんに教わったこと勉強になったことは多いですが、腰を重くて走るのを自重しても「怠けるな！」ですから、一時期は確執もありましたよ。あのとおりの方ですよ。自己中心的で「ワシの言うことは全部正しい。言う事聞かないヤツは使わない。自分で「ワシは天皇や。」と言ってましたから。一番びっくりしたのはキャンプでの差し入れの量。それまではほとんどなかったのに金田さんが監督になったら、人脈なんでしょうね。ビールとか肉とかいっぱい来ましたよ。あと金田さんがすごいのは汗をかいたら、すぐに替えろというところ。（下着の）パンツも、汗かいたら、すぐに替えろ一日に何度も何度も着替えさせれました。」と述べている。
豪放磊落な人柄で人気を得たが、激しい気性から様々なトラブルも起こしており、先陣を切って乱闘に参加することも珍しくなかった。そのような時でも手は絶対使わず、主に足で相手を蹴飛ばしていた。第二期監督時代の1991年5月19日には、秋田市営八橋球場での対近鉄戦で園川一美の内角攻めに激昂して暴れるジム・トレーバーの顔面にスパイクで蹴りを入れており、この時の映像は何度もフジテレビ系『プロ野球珍プレー・好プレー大賞』でお茶の間に流された。
乱闘では、足蹴りのほか右腕で殴ったり、バットを持って威嚇したりした。自らの野球人生に汚点を残すこととなった1990年6月23日の西武戦（西武球場）でのパ・リーグ審判員の高木敏昭に対する審判暴行事件も足蹴りである。この暴行により通算7度目の退場処分を受け藤本定義に並び最多退場となる。パ・リーグから罰金100万円と出場停止30日という重い処分を課された。出場停止中には川崎球場のスコアボードの裏からベンチにサインを送っていて窒息しそうになったという。この一連の騒動はその年の日本テレビ系『これが決定版!プロ野球珍プレー好プレー』の上半期回で「所沢の変」と称され紹介された。
1991年5月10日の日本ハム戦（東京ドーム）で球審の山崎夏生の判定に対して「どこ見とんじゃ、バカヤロー」と暴言を吐いたとして通算8回目（国鉄1回、巨人1回、ロッテ監督6回）の退場処分を受けた。その後も金田と山崎は打席付近で怒鳴りあいとなり、そのシーンはスポーツニュースのトップで放映された。金田は後日、「お前は、大学出てるんだってな。そりゃ、バカヤローってすまんかったあ。ヘタクソ！って言えばよかった」と述べた。通算8回の退場処分は2005年5月29日にタフィ・ローズが更新するまでの最多記録であり、日本人だけに限定すれば未だ最多記録である。
同年9月1日の対西武戦では、同点の9回裏に二塁走者西村徳文の治療で約20分経過させたこと（結局代走が送られ、9回時間切れで引き分けた） に対して、当時存在した4時間ルールを利用した遅延行為と評され、西武の森監督は「こんなことがまかり通るのか」 と怒りを示した。
気性の激しいイメージが強い一方、実は非常に気が優しく、よく人を気遣っていたという。審判に対しても小声で「すまんがこれから怒鳴るから、悪いがしばらく黙って聞いててくれ」と前置きしてから大声で怒鳴ることも多かった。金田の第二期目の監督時代、ロッテの主力選手だった愛甲猛によると、監督が金田になるということで猛練習を予期していたが、実際に金田になってみると雨の日は練習を休みにするなど、選手の休養を考えてくれる面があって意外に思ったという。美味しい食べ物が金田の実家から届いたりすると、それを選手の食事の場で振舞ってくれたりする優しい気遣いの面もあったと愛甲は記している。また、1989年の秋季キャンプは宿泊でなく、通いで行なわれた。ただし愛甲は「色々な指導者に出会ったがミスをした後一言のフォローもなかったのは金田さんだけだった。」とも述べている。
自己主張の強い性格は現役時代から変わらず、投手交代の際に余興も兼ねて投球してみせる、紅白戦の際に監督自ら登板してクリーンナップを打ち取るなど旺盛な精力を見せつけている。なお、クリーンナップを打ち取った際には「これ以上続けたら選手自信無くすよ」と冗談交じりに話していた（その年ロッテは4位に伸び悩んでいる）。
投手分業制が確立された現在でも「先発完投こそが王道」が持論であるが、第二期監督時代には先発を早い回で見切って多数の投手をつぎ込むことが多かった。1990年8月5日には、先発の今野隆裕が打者2人目に二塁打を打たれると計4球で交替させ、同月19日にも、プロ初先発の八島祥司が先頭から2者連続安打を許すと交代させている。八島はこれがプロ唯一の先発で唯一の敗戦となった。牛島和彦は故障の上に金田との確執が噂された他、小池秀郎に入団拒否されるなど投手力向上を果たせなかった。
ロッテ監督時代にドラフトで交渉権を得たある投手にロッテ入りを断固拒否され、説得のために裏金を用意したという過去を、退任後に『週刊ポスト』誌上の対談コラム内で明らかにした。それによると、その際金田は娘が運転する自動車のトランクに隠れるという力技で報道陣の包囲を突破した。しかし間もなくトランクの中が酸欠状態になり窒息寸前に陥り、更に裏金を渡そうとした野球部監督には「選手は金だけでは育たない」と逆に説教され、裏金は渡せずに追い返されてしまった。
監督時代も一貫して選手時代の背番号34をつけた。最初の監督時には34をつけていた池辺巌を背番号16に、2回目の監督時にはやはり34をつけていた笠原栄一を41にそれぞれ変更させた。ちなみに池辺とは監督就任時から激しく対立し、1974年オフに池辺を交換トレードで阪神に放出している。
金田は8回の退場処分を受けたがそのうちの6回が監督時代のもの。

### 球界に対するスタンス
引退後は巨人OBであることを公言しており、解説者を務めていた頃は巨人寄りの発言が多かった。2007年6月11日、巨人V9時代のメンバーとして始球式に参加している。2008年には川上哲治との連名となった「永久欠番シリーズ」でも取り上げられた。
同時に、国鉄OBであることも公言している。1987年の国鉄分割民営化の際に新聞に寄せたコメントの中では、労使が一体となって応援していたことを懐かしんでいた。2001年に開かれた長谷川良平の野球殿堂入りを記念する祝賀会では「俺のふるさと国鉄スワローズはもうない。今でもカープファンの中にいられる長谷川がうらやましい」と、国鉄スワローズに対する思いを吐露していた。OBのオールスターゲームに参加した際は、巨人のユニフォームと国鉄のユニフォームの両方を着用したが、長嶋茂雄が参加した場合は国鉄のユニフォームを着ることが多かった。「国鉄スワローズというチームはもうなくなったから」との理由から、国鉄の後身である東京ヤクルトスワローズと関わりを持つことは少なかった。ただし、同年、田口周・箱田淳・丸山完二と共に国鉄・サンケイ・ヤクルトのOB会組織統一によるNPO法人「つばめスポーツ振興協会」設立に尽力。2009年1月16日にはOB会総会で挨拶をし、5月24日には始球式に出席している。
自ら監督を務めたロッテについても愛着があり、日本テレビの解説者時代の1989年に行われたオープン戦ではロッテ寄りの解説を行い、ロッテの選手達には伝わっていないが興奮して放送席からロッテ選手に対して指示を出していた。のちに千葉ロッテマリーンズがOBデーを開催した時は、有藤道世らと共にOBの一人としてマリーンズや前身のオリオンズのユニフォームを着て出場している。また、2020年1月21日に開かれた金田の「お別れの会」では開催2日前に急逝したロッテのオーナー・重光武雄からの弔電が読み上げられ、息子の金田賢一から金田が晩年によく重光との思い出話をしていた、というエピソードを明かしている。
球界の活性化のためには「巨人はパ・リーグに行くべき」だと主張している。
北京オリンピック野球日本代表の監督を務め、4位に終わった星野仙一について「それだけの力がない。名前が先行しているだけで、大監督なんかじゃないんだよ」「采配見ててもあれしか出来なかっただけの能力の問題。コマーシャルに出演したり、『わしやったら上原を1週間で治してみせる』などと言っていたが、これは完全な驕り。言っちゃいけない言葉を言ったら、神様は勝たせてくれない」と星野を批判した。WBCの監督は人間的にアクがないとの理由から若松勉を推薦しており、「監督という仕事は何となく愛される男性がした方がいい。ものすごく険がある人間はやらないことだね。（険がある人物とは、との問いに）特に金田、星野はやらない方がいい。典型的にやっちゃいけないのがここにおるがね」と述べている。巨人で400勝達成した時、ロッテの監督として日本一を達成した時、の負け投手はいずれも星野であった。

### 家族
私生活では結婚を二度・離婚一度を経験。初妻榎本美佐江とは1955年3月から同棲生活に入り、榎本の芸能活動引退、金田の帰化・日本国籍取得を経て1960年に正式に結婚。しかし、その後榎本の存在がありながら、宝塚歌劇団卒業生・雅章子（みやび・のりこ）との関係が生じたうえ、1961年、金田と雅の間に賢一が生まれる事態が発生。金田と榎本の間に子はおらず、1963年8月、榎本と正式離婚を経て賢一を伴った雅と2度目の結婚。金田と雅の間には賢一の他に女児二人があることを公表している。
妻の雅章子（金田敏子）は宝塚歌劇団35期生、1960年に退団した。2020年1月21日に行われた正一の「お別れの会」の後、翌2月27日、そのあとを追うように死去した。89歳没。
娘の金田幸子は1980年代の一時期タレントとして活動。資生堂の洗顔料「エクボ洗顔フォーム」のCM（父娘または兄妹共演もした）に出演していた。1984年には資生堂「エクボレモンフレッシュ」のCMに単独で出演していた。

### 交友関係
金田正一はスポーツ界や芸能界にも交友関係は広く、力道山、春日八郎、石原裕次郎、美空ひばり、吉永小百合、高倉健、渥美清、北島三郎、ジャイアント馬場らスターたちと親交を持っていた。美空ひばりは金田のことを「私のお兄ちゃん」と言っていたほどで、細川たかしとは家族ぐるみで親交があった。
そして最後に交友関係を持ったのは、金田より57歳も歳が離れた元お笑い芸人でタレントの藤原史織（2020年4月から本名で活動。旧芸名は『ブルゾンちえみ』。以下は特記以外本名で表記）。藤原とは2015年頃にワタナベエンターテインメントカレッジを卒業したばかりで芸人としての仕事がなく、金田の行き付けのレストランでアルバイトをしていた頃に出会い、それ以来の親交があった。金田にとって、いろいろなアルバイトの人の中で藤原が目についたということで気に入り、時には勤務中の藤原を一緒に座って食べるように誘ってくれたこともあった。金田が藤原から芸人をやっていることを伝えられると、常々ライブやネタのことを気にかけ、応援していた。その中で藤原からキャリアウーマンのネタについて話をされた時、金田は他の時と比べて違う様子を見せてそのネタを褒めた。藤原はこれで初めて褒められたということで自信を持ち「これで勝負できる」と手応えを感じ、その後のブレークにつながった。そして藤原が売れっ子になったあとでも金田は「ちゃんと食ってるか?」などと気にかけ、定期的に会って食事に行ったり、面倒をみたという関係だった。2018年12月2日放送の日本テレビ「行列のできる法律相談所」で共演した際には、金田は自分のことを「（ブルゾン〈当時〉の）東京のおじいちゃん」としていた。藤原とは金田が亡くなる直前まで家族ぐるみの交流を続け、2019年10月6日に亡くなった直後、自身のSNSで追悼コメントを述べている。

### 秘宝
金田正一が何よりも大事にしていたのは、1969年に引退した直後に詩人のサトウハチローから贈られた『金田正一を讃える詩』であったという。金田自身は「ワシのことをこんなにしっかり見ていてくれたのか」とハチローの詩に感激し、「この詩はどんなトロフィーや記念品よりもワシにとって価値あるものだ」と終生語っていた。

### 影響
漫画『鉄人28号』の主人公である金田正太郎（かねだしょうたろう）の名は、当時国鉄スワローズで活躍中であった金田が由来であると作者の横山光輝が語っている。また、漫画・アニメ業界において用いられるショタコン(正太郎コンプレックス)という言葉も、間接的にではあるが金田の名が元となっている。
野球漫画・アニメ『巨人の星』では、主人公の星飛雄馬が最も尊敬する投手として幾度となく登場し、厳しさと優しさをもって星に接する存在感の大きな役柄になっている。たとえばアニメ『巨人の星』133話は金田の現役引退の話であるが、すでに巨人の主力投手になっていた星は金田引退の噂を耳にして驚愕し、金田の家に押しかけ、「金田さん、引退しないでください!」と懇願する場面がある。また同じく巨人を舞台にした『侍ジャイアンツ』では、主人公の番場蛮の初期からのよき理解者として描かれている。
週刊少年キングでは同じく梶原一騎原作による野球漫画『おれとカネやん』が連載され、第一期ロッテ監督時代の金田が主人公・勝三四郎の師として描かれていた。一方、同時期に週刊少年ジャンプで連載されていた『アストロ球団』では、主人公たちの前に立ちはだかるロッテオリオンズの指揮官として、名悪役ぶりを発揮している。
テレビ番組『ウルトラQ』の登場怪獣「ガラモン」の腕を振り回す格好や動きは、的場徹特技監督が金田の仕草を採り入れたものである。
選手・監督を通じて一筋で背番号「34」を付けた。この「34」は特に意味はなく、単に空いていたから選ばれた番号であるが、金田の活躍によって特に左腕の大投手のイメージが付与された。のちに有名になった投手では、右投手ではあるが中日の小松辰雄、左腕投手では広島の川口和久や中日の山本昌が代表的な存在である。
なお、巨人では永久欠番となったために金田以降で「34」を着けた選手はなく、1995年に広島から巨人に移籍した川口は背番号を「25」に変更した。
国鉄の後身であるサンケイ～ヤクルトでは、1965年の1年間のみ欠番とした後、東条文博（内野手・1966年 - 1967年）、福富邦夫（外野手・1968年 - 1970年）、ジェラルド・クラーク（外野手・1994年）の3人のみ打者が着用したが、それ以外は左投げ・右投げ・日本人・外国人を問わず投手が着用し、この間、一番着用期間が長かったのは高野光（右投げ。1984年 - 1993年）だった。2024年現在は金田と同じく左投げの田口麗斗が着用している。
余談だが元プロ野球選手として活躍した末弟の金田留広も、東映・日拓所属時代に背番号を34としていた（ロッテでは17を、広島では44を着用）。
一方打者で「34」を着用して一軍で実績を残した選手は、2リーグ分立後の日本プロ野球では、内野および外野では金田に背番号を譲り「16」に変更した後、阪神への移籍後に再度着用した前述の池辺や、立花義家（クラウン～西武時代前半・外野手）、米田慶三郎（大洋・内野手）など比較的少数で、捕手では伊藤勲の大洋時代初期などさらに少数となるが、2020年現在打者では吉田正尚（オリックス・外野手）と山﨑剛（楽天・内野手）が着用している。これはアメリカでブライス・ハーパー（ワシントン・ナショナルズ時代）やデビッド・オルティーズ（ボストン・レッドソックスで永久欠番）など、メジャーリーグを代表するスラッガーが着用していることに影響を受けたとされる。

## 詳細情報

### 年度別投手成績
| 年 度      | 球 団      | 登 板 | 先 発 | 完 投 | 完 封 | 無 四 球 | 勝 利 | 敗 戦 | セ 丨 ブ | ホ 丨 ル ド | 勝 率 | 打 者 | 投 球 回 | 被 安 打 | 被 本 塁 打 | 与 四 球 | 敬 遠 | 与 死 球 | 奪 三 振 | 暴 投 | ボ 丨 ク | 失 点 | 自 責 点 | 防 御 率 | W H I P |
| ---------- | ---------- | ----- | ----- | ----- | ----- | -------- | ----- | ----- | -------- | ----------- | ----- | ----- | -------- | -------- | ----------- | -------- | ----- | -------- | -------- | ----- | -------- | ----- | -------- | -------- | ------- |
| 1950       | 国鉄       | 30    | 20    | 9     | 1     | 0        | 8     | 12    | --       | --          | .400  | 727   | 164.2    | 132      | 12          | 127      | --    | 1        | 143      | 1     | 3        | 93    | 72       | 3.94     | 1.57    |
| 1951       | 国鉄       | 56    | 44    | 25    | 4     | 0        | 22    | 21    | --       | --          | .512  | 1488  | 350.0    | 257      | 22          | 190      | --    | 8        | 233      | 3     | 3        | 159   | 110      | 2.83     | 1.28    |
| 1952       | 国鉄       | 64    | 41    | 23    | 7     | 0        | 24    | 25    | --       | --          | .490  | 1527  | 358.0    | 280      | 17          | 197      | --    | 10       | 269      | 8     | 2        | 149   | 126      | 3.17     | 1.33    |
| 1953       | 国鉄       | 47    | 33    | 24    | 6     | 1        | 23    | 13    | --       | --          | .639  | 1233  | 303.2    | 222      | 10          | 135      | --    | 8        | 229      | 1     | 0        | 90    | 80       | 2.37     | 1.18    |
| 1954       | 国鉄       | 53    | 39    | 28    | 2     | 7        | 23    | 23    | --       | --          | .500  | 1435  | 345.2    | 290      | 19          | 114      | --    | 6        | 269      | 2     | 1        | 128   | 101      | 2.63     | 1.17    |
| 1955       | 国鉄       | 62    | 37    | 34    | 9     | 3        | 29    | 20    | --       | --          | .592  | 1565  | 400.0    | 279      | 19          | 101      | 2     | 8        | 350      | 2     | 1        | 91    | 79       | 1.78     | 0.95    |
| 1956       | 国鉄       | 68    | 29    | 24    | 5     | 2        | 25    | 20    | --       | --          | .556  | 1393  | 367.1    | 222      | 20          | 81       | 3     | 2        | 316      | 5     | 0        | 86    | 71       | 1.74     | 0.82    |
| 1957       | 国鉄       | 61    | 35    | 25    | 5     | 3        | 28    | 16    | --       | --          | .636  | 1378  | 353.0    | 256      | 17          | 93       | 9     | 2        | 306      | 1     | 0        | 88    | 64       | 1.63     | 0.99    |
| 1958       | 国鉄       | 56    | 31    | 22    | 11    | 6        | 31    | 14    | --       | --          | .689  | 1252  | 332.1    | 216      | 16          | 60       | 4     | 3        | 311      | 4     | 0        | 63    | 48       | 1.30     | 0.83    |
| 1959       | 国鉄       | 58    | 25    | 14    | 4     | 1        | 21    | 19    | --       | --          | .525  | 1187  | 304.1    | 222      | 26          | 79       | 5     | 3        | 313      | 0     | 0        | 96    | 86       | 2.54     | 0.99    |
| 1960       | 国鉄       | 57    | 31    | 22    | 4     | 2        | 20    | 22    | --       | --          | .476  | 1253  | 320.1    | 238      | 27          | 94       | 16    | 1        | 284      | 3     | 1        | 97    | 92       | 2.58     | 1.04    |
| 1961       | 国鉄       | 57    | 32    | 23    | 6     | 1        | 20    | 16    | --       | --          | .556  | 1292  | 330.1    | 257      | 27          | 81       | 9     | 2        | 262      | 3     | 0        | 88    | 78       | 2.13     | 1.02    |
| 1962       | 国鉄       | 48    | 30    | 24    | 1     | 1        | 22    | 17    | --       | --          | .564  | 1342  | 343.1    | 265      | 25          | 80       | 10    | 8        | 262      | 5     | 0        | 78    | 66       | 1.73     | 1.00    |
| 1963       | 国鉄       | 53    | 30    | 25    | 9     | 4        | 30    | 17    | --       | --          | .638  | 1308  | 337.0    | 234      | 20          | 83       | 4     | 1        | 287      | 2     | 0        | 83    | 74       | 1.98     | 0.94    |
| 1964       | 国鉄       | 44    | 31    | 22    | 4     | 2        | 27    | 12    | --       | --          | .692  | 1221  | 310.0    | 250      | 36          | 69       | 5     | 3        | 231      | 3     | 0        | 100   | 96       | 2.79     | 1.03    |
| 1965       | 巨人       | 28    | 17    | 9     | 3     | 5        | 11    | 6     | --       | --          | .647  | 542   | 141.2    | 95       | 12          | 36       | 4     | 0        | 100      | 1     | 0        | 38    | 29       | 1.84     | 0.92    |
| 1966       | 巨人       | 19    | 12    | 1     | 0     | 0        | 4     | 6     | --       | --          | .400  | 341   | 84.1     | 72       | 12          | 25       | 3     | 3        | 58       | 2     | 0        | 36    | 32       | 3.42     | 1.15    |
| 1967       | 巨人       | 33    | 22    | 6     | 1     | 1        | 16    | 5     | --       | --          | .762  | 698   | 170.0    | 146      | 13          | 57       | 7     | 3        | 132      | 3     | 0        | 47    | 43       | 2.28     | 1.19    |
| 1968       | 巨人       | 32    | 19    | 4     | 0     | 0        | 11    | 10    | --       | --          | .524  | 585   | 138.1    | 122      | 21          | 71       | 3     | 0        | 87       | 3     | 0        | 57    | 53       | 3.45     | 1.40    |
| 1969       | 巨人       | 18    | 11    | 1     | 0     | 0        | 5     | 4     | --       | --          | .556  | 311   | 72.1     | 65       | 8           | 35       | 1     | 0        | 48       | 3     | 0        | 39    | 34       | 4.23     | 1.38    |
| 通算：20年 | 通算：20年 | 944   | 569   | 365   | 82    | 39       | 400   | 298   | --       | --          | .573  | 22078 | 5526.2   | 4120     | 379         | 1808     | 85    | 72       | 4490     | 55    | 11       | 1706  | 1434     | 2.34     | 1.07    |

- 各年度の太字はリーグ最高、赤太字はNPB記録

### 通算打撃成績
|      | 試 合 | 打 数 | 得 点 | 安 打 | 二 塁 打 | 三 塁 打 | 本 塁 打 | 塁 打 | 打 点 | 盗 塁 | 盗 塁 刺 | 犠 打 | 犠 飛 | 四 球 | 敬 遠 | 死 球 | 三 振 | 併 殺 打 | 打 率 | 出 塁 率 | 長 打 率 | O P S |
| ---- | ----- | ----- | ----- | ----- | -------- | -------- | -------- | ----- | ----- | ----- | -------- | ----- | ----- | ----- | ----- | ----- | ----- | -------- | ----- | -------- | -------- | ----- |
| 通算 | 1053  | 2054  | 160   | 406   | 53       | 8        | 38       | 589   | 177   | 7     | 3        | 57    | 11    | 99    | 8     | 12    | 367   | 39       | .198  | .238     | .287     | .525  |

### 年度別監督成績
| 年度      | 球団      | 順位      | 試合 | 勝利 | 敗戦 | 引分 | 勝率 | ゲーム差               | チーム 本塁打          | チーム 打率            | チーム 防御率          | 年齢                   |
| --------- | --------- | --------- | ---- | ---- | ---- | ---- | ---- | ---------------------- | ---------------------- | ---------------------- | ---------------------- | ---------------------- |
| 1973年    | ロッテ    | 3位       | 130  | 70   | 49   | 11   | .588 | 2位・2位               | 139                    | .264                   | 3.43                   | 40歳                   |
| 1974年    | ロッテ    | 1位       | 130  | 69   | 50   | 11   | .580 | 2位・1位               | 114                    | .265                   | 3.18                   | 41歳                   |
| 1975年    | ロッテ    | 4位       | 130  | 59   | 65   | 6    | .476 | 6位・2位               | 108                    | .259                   | 3.33                   | 42歳                   |
| 1976年    | ロッテ    | 3位       | 130  | 63   | 56   | 11   | .529 | 3位・3位               | 99                     | .258                   | 2.96                   | 43歳                   |
| 1977年    | ロッテ    | 3位       | 130  | 60   | 57   | 13   | .513 | 5位・1位               | 111                    | .270                   | 3.17                   | 44歳                   |
| 1978年    | ロッテ    | 4位       | 130  | 53   | 62   | 15   | .461 | 5位・3位               | 115                    | .269                   | 4.01                   | 45歳                   |
| 1990年    | ロッテ    | 5位       | 130  | 57   | 71   | 2    | .445 | 25.0                   | 132                    | .262                   | 4.22                   | 57歳                   |
| 1991年    | ロッテ    | 6位       | 130  | 48   | 77   | 5    | .384 | 33.5                   | 89                     | .260                   | 4.23                   | 58歳                   |
| 通算：8年 | 通算：8年 | 通算：8年 | 1011 | 471  | 468  | 72   | .502 | Aクラス4回、Bクラス4回 | Aクラス4回、Bクラス4回 | Aクラス4回、Bクラス4回 | Aクラス4回、Bクラス4回 | Aクラス4回、Bクラス4回 |

※1 太字は日本一
※2 1973年から1982年までは前後期制のため、ゲーム差欄は前期、後期順位の順に表示
※3 1973年から1996年までは130試合制
※4 1975年、4月23日から5月5日までは病気による休養。監督代行は高木公男
※5 1990年、6月24日から7月23日まで30日間出場停止。監督代行は徳武定祐
※6 通算成績は実際に金田が指揮を執った試合での成績

### タイトル
- 最多勝利：3回 （1957年、1958年、1963年）※2年連続はセ・リーグ最長タイ記録（他は権藤博、村山実、平松政次、江川卓、遠藤一彦、斎藤雅樹、山本昌、セス・グライシンガー、内海哲也、菅野智之）
- 最優秀防御率：3回 （1957年、1958年、1965年）※菅野智之に次ぐセ・リーグ2位タイ。2年連続はセ・リーグ初で、現在は菅野に次ぐセ・リーグ2位タイ
- 最多奪三振：10回（1951年 - 1953年、1955年、1956年、1958年 - 1960年、1963年、1964年） ※（当時連盟表彰なし。セントラル・リーグでは、1991年より表彰）※最多記録、3年連続はセ・リーグ2位タイ。2年以上連続を複数回は史上唯一。

### 表彰
- 沢村栄治賞：3回 （1956年 - 1958年）※最多タイ記録（他は杉下茂、村山実、斎藤雅樹、山本由伸）。3回連続受賞は最長タイ記録、1956年は昭和生まれ初の受賞
- ベストナイン：3回 （1957年、1958年、1963年）
- 野球殿堂競技者表彰（1988年）
- 日本シリーズ最優秀投手賞：1回 （1968年）
- オールスターゲーム最高殊勲選手：1回 （1956年）
- オールスターゲームMVP：2回 （1960年 第2戦、1964年 第1戦）
- 日本プロスポーツ大賞 殊勲賞：1回 （1969年）[134]
- 新語・流行語大賞 表現部門金賞 （1991年、「川崎劇場」）

### 記録
NPB記録
- 通算400勝
- 通算4490奪三振
- 通算5526.2投球回
- 通算365完投
- 通算298敗
- 通算1808与四球
- シーズン20勝以上：14年連続14度（1951年 - 1964年、回数・連続回数ともにNPB記録）
- 64.1イニング連続無失点（1958年4月30日 - 1958年5月27日）
- 最年少200勝達成：24歳309日
- 公式戦開幕投手：14度（国鉄10度・巨人4度）
- 連続シーズン100奪三振以上：16年（1950年 - 1965年）[135]

セ・リーグ記録
- 通算569先発登板
- 通算82完封
- 通算4120被安打
- 通算1706失点
- 通算1434自責点
- シーズン34完投（1955年）
- シーズン197与四球（1952年）
- 1試合16奪三振（1967年6月7日）
- 1試合10与四球（1950年11月4日）

その他の記録
- 投手三冠王：1回 （1958年）※史上7人目、左投手ではセ・リーグ史上唯一
  - 投手三冠＋最多完封：史上5人目
- オールスターゲーム出場：17回（1951年 - 1964年、1967年 - 1969年）
- ノーヒットノーラン：2回
  - 1951年9月5日、対大阪タイガース戦、大阪スタヂアム ※史上最年少記録（18歳35日） 史上17人目
  - 完全試合：1回 1957年8月21日、対中日ドラゴンズ戦、中日スタヂアム ※元号「昭和」と「平成」における日本プロ野球で左投手唯一の達成者である。史上4人目
- 1000試合出場：1968年7月9日（131人目）
- 通算退場回数：8回（2005年5月29日に巨人のタフィ・ローズに抜かれるまでは日本記録）
- 3者連続3球三振：1955年6月22日、対中日ドラゴンズ戦の2回 史上2人目[136]
- 7者連続三振：1954年6月8日、対洋松ロビンス戦（横浜公園平和野球場）。球団記録、当時のセ・リーグ新記録[137]

### 背番号
- 34 （1950年 - 1969年、1973年 - 1978年、1990年 - 1991年）

読売ジャイアンツ（1965-1969年）では、永久欠番（1970年4月2日認定）になっている。

## 関連情報

### 出演番組
- カネやんのやったるで歌謡曲
- Fun!BASEBALL!! - 出演していた、日本テレビのプロ野球中継の現行タイトル。
- 野球道 - 出演していた、フジテレビのプロ野球中継の現行タイトル。
- ニッポン放送ショウアップナイター（ニッポン放送）
- 必勝ホームランワイド 有楽町で逢いましょう（ニッポン放送）火曜日
- 花の五大スター チャンピオン大放送（ニッポン放送）木曜日
- ハッピーバラエティ ほかほか大放送（ニッポン放送）木曜日
- プロ野球ニュース（フジテレビ）（第1次ロッテ監督辞任直後の短期間のみ）
- 第8回NHK紅白歌合戦（NHK総合・ラジオ第1）1957年、審査員
- なんでもやりまショー（日本テレビ）
- 名球会チャリティゴルフ（TBS）2009年まで
- 金田正一のゴルフツアー（日本テレビ）
- ドラフトクイズ（東京12チャンネル（現：テレビ東京））
- 東芝ファミリーホール特ダネ登場!? （日本テレビ）
- 輝け!!人気スターチーム対抗大合戦! （日本テレビ）
- この人・金田正一ショー、名勝負に見る400勝投手の誇りと苦闘（NHK総合）1985年4月4日（司会：水前寺清子、ゲスト：谷田比呂美・船村徹・長嶋茂雄・金田留広・金田賢一）
- ウルトラアイ 野球なぜなぜ解説（NHK総合）1985年4月8日
- なんでもワンダーランド 分解・野球テクニック（NHK総合）1987年10月12日～1987年10月15日
- 経済ホットチャンネル（テレビ東京）
- ふるさとの仲間たち ナインが支えたエースの誕生 ～名古屋市・金田正一～（NHK総合）1997年7月2日
- 名球会VSビートたけし&芸能界ドリームチーム（テレビ朝日系列 ・正月特番）
- サンデーモーニング（TBS） - 大沢啓二の逝去後、年に数回「週刊・御意見番」コーナーへゲスト出演。張本勲が唯一頭が上がらないゲストだった。
- おくどはん 第17話（テレビ朝日）- 古道具屋 役
- 土曜ワイド劇場「いのちある限り 燃えろ!熱球」（テレビ朝日）
- ヒラメキ大作戦(朝日放送)

### 出演映画
- 天國はどこだ（1956年、新東宝） - 特別出演[138]
- 大学の合唱（1959年、松竹） - 金田 役[139]
- 赤いランプの終列車（1958年、日活） - 金田正一 役[140]
- スパルタ教育くたばれ親父 (1970年、日活) - 友情出演
- ドリーム・スタジアム（1997年、東映） [141]

### CM
- ロッテ（長嶋茂雄と共演。「野球は巨人、ガムはロッテ」のコピーで有名。）
- アートネイチャー
- コトブキゴルフ
- チョーヤ梅酒 プラQ
- 大王製紙 ウォーキーウォーキー
- 資生堂 エクボミルキィフレッシュ（1983年。実娘と共演）
- セントラルスポーツ（1984年）
- 日本国有鉄道 ダイヤ改正（1986年）
- 公共広告機構（現：ACジャパン）
- 政府広報（日本国有鉄道の民営化にあたる退職者の雇用を呼び掛けた。）
- 全日警
- KING（愛知県のパチンコホール）
- タジマヤ （ラジオCMのナレーション 1992年4月～1995年）

### 著書
- 『やったるで!』（報知新聞社）、1965年
- 『やったるで! 20年』（報知新聞社）、1970年
- 『カネやんの八方破れ人生論 やる、やったれ、やったるで』（徳間書店、1973年）
- 『かねやんのズバリ勝つ』（講談社、1976年）
- 『大物はつらいよ』（太陽企画出版、1993年）

### 金田正一を演じた俳優
- 阿藤海（栄光の背番号3 長嶋茂雄の一番長い日）
- 石丸謙二郎（アストロ球団）